# Temporada 1934-1935 del RCD Espanyol
Dades de la Temporada 1934-1935 del RCD Espanyol.

## Fets Destacats
- 4 de novembre de 1934, en partit del Campionat de Catalunya, Espanyol 5 - FC Badalona 1.[6]
- 2 de desembre de 1934, en partit de lliga, València CF 1 - Espanyol 3.[7]
- 6 de gener de 1935, en partit de lliga, Espanyol 4 - FC Barcelona 1.[8]
- 13 de gener de 1935, en partit de lliga, Arenas de Getxo 0 - Espanyol 4.[9]
- 27 de gener de 1935, en partit de lliga, Donostia CF 1 - Espanyol 4.[10]
- 10 de febrer de 1935, en partit de lliga, Real Oviedo 8 - Espanyol 3.[11]
- 24 de febrer de 1935, en partit de lliga, Athletic Club 1 - Espanyol 2.[12]
- 14 d'abril de 1935, en partit de lliga, Espanyol 4 - Donostia CF 1.[13]
- Durant el mes de juny, l'Espanyol va fer una gira pel Marroc, on jugà a les ciutats de Larraix, Tetuan, Ceuta i Tànger.[14][15]
- Durant els mesos de juliol i agost, un combinat de jugadors de l'Espanyol i l'Athletic de Madrid va per una gira per Sud-amèrica amb resultats discrets: 1 victòria, 3 empats i 6 derrotes.[16]
  - Selecció de Buenos Aires 2 - Espanyol-Athletic de Madrid 2
  - Selecció de Buenos Aires 1 - Espanyol-Athletic de Madrid 1
  - Selecció de Buenos Aires 1 - Espanyol-Athletic de Madrid 0
  - Selecció de Rosario 2 - Espanyol-Athletic de Madrid 0
  - Selecció de Rosario 4 - Espanyol-Athletic de Madrid 5
  - Selecció Uruguaiana 3 - Espanyol-Athletic de Madrid 1
  - Selecció Uruguaiana 3 - Espanyol-Athletic de Madrid 1
  - Selecció Carioca 4 - Espanyol-Athletic de Madrid 0
  - Selecció Carioca 1 - Espanyol-Athletic de Madrid 1
  - Selecció Paulista 2 - Espanyol-Athletic de Madrid 1

## Resultats i Classificació

### Campionat de Catalunya
| Pos | Equip         | PJ | PG | PE | PP | GF | GC | DG | Pts | Classificació |
| --- | ------------- | -- | -- | -- | -- | -- | -- | -- | --- | ------------- |
| 3   | CE Júpiter    | 10 | 5  | 2  | 3  | 13 | 22 | −9 | 12  |               |
| 4   | CE Espanyol   | 10 | 3  | 4  | 3  | 21 | 19 | +2 | 10  |               |
| 5   | Girona FC (O) | 10 | 2  | 2  | 6  | 10 | 17 | −7 | 6   | Promoció      |

### Lliga i Copa d'Espanya
- Lliga d'Espanya: Vuitena posició amb 20 punts (22 partits, 9 victòries, 2 empats, 11 derrotes, 47 gols a favor i 59 en contra).
- Copa d'Espanya: L'Espanyol entrà a la tercera ronda on eliminà el Granollers SC, però fou batut en la quarta ronda pel FC Badalona per 5-2.[19]

## Plantilla
| P   | Jugador           | Lliga d'Espanya | Lliga d'Espanya | Copa d'Espanya | Copa d'Espanya | C. de Catalunya | C. de Catalunya |
| P   | Jugador           | PJ              | G               | PJ             | G              | PJ              | G               |
| --- | ----------------- | --------------- | --------------- | -------------- | -------------- | --------------- | --------------- |
| POR | Joaquín Forniés   | 13              | -28             | 1              | -4             | 9               | -17             |
| POR | Albert Martorell  | 8               | -23             | 5              | -5             | 1               | -2              |
| POR | Josep Vilà        | 1               | -5              | -              | -              | -               | -               |
| DEF | Benito Pérez      | 21              | -               | 3              | -              | 5               | -               |
| DEF | Joaquim Arater    | 18              | -               | 2              | -              | 6               | -               |
| DEF | Enric Mas         | -               | -               | -              | -              | 8               | -               |
| DEF | Josep Portabella  | 3               | -               | 1              | -              | 1               | -               |
| DEF | Carlos Ibáñez     | 1               | -               | -              | -              | -               | -               |
| DEF | Gómez Castilla    | -               | -               | -              | -              | -               | -               |
| MIG | Pere Solé         | 17              | -               | 3              | -              | 10              | 2               |
| MIG | Esteve Cifuentes  | 17              | -               | 3              | -              | 7               | -               |
| MIG | Josep Espada      | 16              | 3               | 3              | 3              | 4               | -               |
| MIG | Cristòfol Martí   | 9               | 1               | -              | -              | 3               | -               |
| MIG | Josep Cristià     | 6               | -               | -              | -              | 8               | -               |
| MIG | Enric Cos         | 1               | -               | -              | -              | -               | -               |
| MIG | Josep Pausàs      | -               | -               | -              | -              | -               | -               |
| MIG | Joan Flaqué       | -               | -               | -              | -              | -               | -               |
| DAV | Josep Prat        | 22              | 10              | 3              | 2              | 10              | 2               |
| DAV | Edelmiro I        | 21              | 4 (-3)          | 3              | -              | 8               | 2               |
| DAV | Francisco Iriondo | 19              | 15              | -              | -              | 10              | 8               |
| DAV | Crisant Bosch     | 15              | 8               | 2              | -              | 8               | 1               |
| DAV | Manolín           | 20              | 4               | -              | -              | -               | -               |
| DAV | Edelmiro II       | 8               | 1               | 3              | -              | 5               | 5               |
| DAV | Jorge Quesada     | 4               | 1               | 3              | 2              | -               | -               |
| DAV | Jaume Domènech    | 2               | -               | 2              | -              | 2               | -               |
| DAV | José Padrón       | -               | -               | -              | -              | 5               | 1               |
| DAV | Miguel Márquez    | -               | -               | -              | -              | -               | -               |
| DAV | Salvador Solé     | -               | -               | -              | -              | -               | -               |